# Тобиас-Баррету (микрорегион)

Тобиас-Баррету на карте.

Тобиас-Баррету (порт. Microrregião de Tobias Barreto) — микрорегион в Бразилии, входит в штат Сержипи. Составная часть мезорегиона Сельскохозяйственный район штата Сержипи. 
Население составляет 	108 725	 человек (на 2010 год). Площадь — 	2 027,589	 км². Плотность населения — 	53,62	 чел./км².

## Демография
Согласно сведениям, собранным в ходе переписи 2010 г. Национальным институтом географии и статистики (IBGE), население микрорегиона составляет:						
| Полное население                             | Полное население                             | Полное население                             | Полное население                             | 108 725 |
| -------------------------------------------- | -------------------------------------------- | -------------------------------------------- | -------------------------------------------- | ------- |
| в том числе:                                 | Городское население                          | 64 966                                       | Процент городского населения, %              | 59,75   |
|                                              | Сельское население                           | 43 759                                       | Процент сельского населения, %               | 40,25   |
|                                              | Мужское население                            | 53 213                                       | Процент мужского населения, %                | 48,94   |
|                                              | Женское население                            | 55 512                                       | Процент женского населения, %                | 51,06   |
| Плотность населения, чел/км²                 | Плотность населения, чел/км²                 | Плотность населения, чел/км²                 | Плотность населения, чел/км²                 | 53,62   |
| Население микрорегиона в % к населению штата | Население микрорегиона в % к населению штата | Население микрорегиона в % к населению штата | Население микрорегиона в % к населению штата | 5,26    |

## Статистика
- Валовой внутренний продукт на 2004 составляет 274 430 880,00 реалов (данные: Бразильский институт географии и статистики).
- Валовой внутренний продукт на душу населения на 2004 составляет 2579,72 реалов (данные: Бразильский институт географии и статистики).
- Индекс развития человеческого потенциала на 2000 составляет 0,594 (данные: Программа развития ООН).

## Состав микрорегиона
В составе микрорегиона включены следующие муниципалитеты:
1. Посу-Верди
2. Симан-Диас
3. Тобиас-Баррету